# Trần Thị Huyền Trân
Trần Thị Huyền Trân (sinh ngày 5 tháng 1 năm 1968) là một nữ chính trị gia người Việt Nam. Bà hiện là đại biểu quốc hội Việt Nam khóa XIV nhiệm kì 2016-2021, thuộc đoàn đại biểu quốc hội tỉnh Trà Vinh, Ủy viên Ủy ban Pháp luật của Quốc hội, Phó Viện trưởng Viện kiểm sát nhân dân tỉnh Trà Vinh. Bà lần đầu trúng cử đại biểu Quốc hội năm 2016 ở đơn vị bầu cử số 2, tỉnh Trà Vinh gồm có thị xã Duyên Hải và các huyện: Châu Thành, Cầu Ngang, Trà Cú, Duyên Hải.

## Xuất thân
Trần Thị Huyền Trân sinh ngày 5 tháng 1 năm 1968 quê quán ở xã Mỹ Cẩm, huyện Càng Long, tỉnh Trà Vinh.
Bà hiện cư trú ở số 20/7, Phú Hòa (nay là Trương Văn Kỉnh), khóm 1, phường 1, thành phố Trà Vinh, tỉnh Trà Vinh.

## Giáo dục
- Giáo dục phổ thông: 12/12
- Đại học chuyên ngành Kinh tế học
- Đại học Luật
- Cử nhân lí luận chính trị

## Sự nghiệp
Bà gia nhập Đảng Cộng sản Việt Nam vào ngày 23/8/1993.
Khi ứng cử đại biểu Quốc hội Việt Nam khóa XIV vào tháng 5 năm 2016 bà đang là Ủy viên Ban cán sự Đảng, Đảng ủy viên, Phó Viện trưởng Viện Kiểm sát nhân dân tỉnh Trà Vinh, làm việc ở Viện Kiểm sát nhân dân tỉnh Trà Vinh.
Bà đã trúng cử đại biểu quốc hội năm 2016 ở đơn vị bầu cử số 2, tỉnh Trà Vinh gồm có thị xã Duyên Hải và các huyện: Châu Thành, Cầu Ngang, Trà Cú, Duyên Hải, được 235.479 phiếu, đạt tỷ lệ 54,76% số phiếu hợp lệ.
Bà hiện là Ủy viên Ban Cán sự Đảng, Đảng ủy viên, Phó Viện trưởng Viện kiểm sát nhân dân tỉnh Trà Vinh, Ủy viên Ủy ban Pháp luật của Quốc hội.
Bà đang làm việc ở Viện Kiểm sát nhân dân tỉnh Trà Vinh.